# زرق (استان ام بواقی)
زرق (به عربی: الزرق) یک شهرداری در الجزایر است که در استان ام‌البواقی واقع شده‌است. زرق ۱٬۷۳۶ نفر جمعیت دارد.